# Anna Holmdahl
Anna Holmdahl es una deportista sueca que compite en vela en la modalidad de match race. Ganó dos medallas en el Campeonato Mundial de Match Race Femenino, plata en 2023 y bronce en 2024.

## Palmarés internacional
| Campeonato Mundial | Campeonato Mundial     | Campeonato Mundial | Campeonato Mundial |
| Año                | Lugar                  | Medalla            | Clase              |
| ------------------ | ---------------------- | ------------------ | ------------------ |
| 2023               | Middelfart (Dinamarca) | Medalla de plata   | Match race         |
| 2024               | Yeda (Arabia Saudita)  | Medalla de bronce  | Match race         |